# 何伯祥
何 伯祥（か はくしょう、生没年不詳）は、モンゴル帝国に仕えた漢人将軍の一人。字は世麟。易州易県の出身。保定路を拠点とする漢人世侯張柔の側近として南宋との戦いに活躍した。

## 概要
何伯祥の祖父は何国清、父は何淵という名前であった。1210年代、チンギス・カンによる金朝侵攻によって金朝領は荒廃し、河北の各地では自衛のための武装組織（郷兵）が乱立した。何淵もまたそのような自衛団を率いた一人で、易州を拠点とする郷兵を組織した。何淵の跡を継いだのが息子の何伯祥で、何伯祥は15歳の時に中都奪還を目指す金朝の将軍の苗道潤に仕えるようになった。しかし、苗道潤は1238年に賈瑀によって暗殺されてしまい、暗殺の場に居合わせた何伯祥は槍をふるって襲撃者を撃退し、苗道潤を救うことはできなかったものの金符だけは回収して事の次第を金朝に報告した。その後、苗道潤の勢力は靖安民と張柔によって2分され、何伯祥は靖安民の勢力に一時的に入った。しかし、何伯祥は苗道潤を暗殺した賈瑀への報復を掲げる張柔に共鳴し、張柔勢力の一員となった。
その張柔が1219年（戊寅）にモンゴル帝国に降ると、以後何伯祥もモンゴルの将軍の一人として活動するようになった。当時、華北でモンゴル軍の攻撃をかろうじて防いでいた金朝の将軍が保定の王子昌と信安の張進であり、何伯祥は張柔より王子昌の討伐を命じられた。何伯祥が保定を攻撃すると王子昌は城から逃れ、これを迫った何伯祥は手を射抜かれたので槍を捨て、馬に鞭打って追いつき徒手で王子昌を捕虜にしたという。張進もまたこれを聞いて逃走し、遂に何伯祥は太行山の一帯を平定した。その後も帰徳府・蔡州の攻略に活躍し、易州等処軍民総管に任じられた。1237年（丁酉）、南宋遠征が始まると張柔が漢人部隊の司令官に任じられ、何伯祥もこれに従軍した。何伯祥はチャガン率いる部隊に入り、鞏彦暉らとともに芭蕉寨・望郷寨・大洪寨・張家寨などの攻略に従事した。
1252年（壬子）、チャガンが急ぎ帰国したことで南宋遠征軍が混乱状態に陥ってしまった。そのような中、何伯祥はこのまま混却を始めれば南宋軍の熾烈な追撃に晒されるであろうこと、それ故逆に南宋側に一度損害を与えてから退却するべきだと主張し、この意見が採用された。モンゴル軍漢人部隊は司空寨まで進出し、柵を立てて陣営を作った。何伯祥は夜中に陣営の等火を増やしてあえて目立たせた上、その周囲に精兵を潜ませ、夜が明けると一斉に退却を始めた。これを見た南宋軍は追撃を始めたが、そこで昨晩から潜ませていた伏兵が南宋軍を打ち破り、遂に何伯祥らは無事退却することができた。この功績何伯祥は金200両を与えられたという。クビライを総司令とする南宋侵攻が再開されると、何伯祥は再びこれに加わったが、まもなく陣中死した。死後、息子の何瑋が跡を継いだ。